# 콩고 민주 공화국의 국가
콩고인이여 일어나라(프랑스어: Debout Congolais)는 콩고 민주 공화국의 국가이다. 조제프 뤼튐파가 작사, 시몽피에르 보카 디음파시 론디가 작곡하였다. 1971년부터 1997년까지는 자이르 행진곡(La Zaïroise)이 국가였다.

## 프랑스어가사
Debout Congolais,
Unis par le sort,
Unis dans l'effort pour l'indépendance,
Dressons nos fronts longtemps courbés
Et pour de bon prenons le plus bel élan, dans la paix,
O peuple ardent, par le labeur, nous bâtirons un pays plus beau qu'avant, dans la paix.
Citoyens, entonnez l'hymne sacré de votre solidarité,
Fièrement, saluez l'emblème d'or de votre souveraineté, Congo.
Don béni, (Congo) des aïeux (Congo),
O pays (Congo) bien aimé (Congo),
Nous peuplerons ton sol et nous assurerons ta grandeur.
(Trente juin) O doux soleil (trente juin) de trente juin,
(Jour sacré) Sois le témoin (jour sacré) de l'immortel serment de liberté
Que nous léguons à notre postérité pour toujours.

## 해석
콩고인이여, 일어나라! 운명으로 하나되었고, 독립을 위한 투쟁으로 단결되었다!
오랫동안 숙이고 있던 머리를 들어라! 이제 영원히 평화롭게 계속 앞으로 당차게 나아가자!
오 열정적인 인민들이여! 노동으로 평화롭게, 나라를 전보다 더 아름답게 가꿀 것이리라!
동포들이여, 신성한 연대를 찬가를 불러라! 주권을 가진 금빛 상징을 자랑스럽게 찬양하리라! 콩고!
우리 조상들의 (콩고) 축복받은 선물! (콩고)
오 사랑하는 (콩고) 우리 나라여! (콩고)
우리는 그대의 땅에서 살고 그대의 위대함을 보장하리라.
(6월 30일) 6월 30일의 (6월 30일) 온화한 태양이여!
(신성한 날) 불멸과 자유의 (신성한 날) 맹세의 증인이 되어라!
우리가 아이들에게 영원히 물려줄 것이리라!